# Jiří Macháček

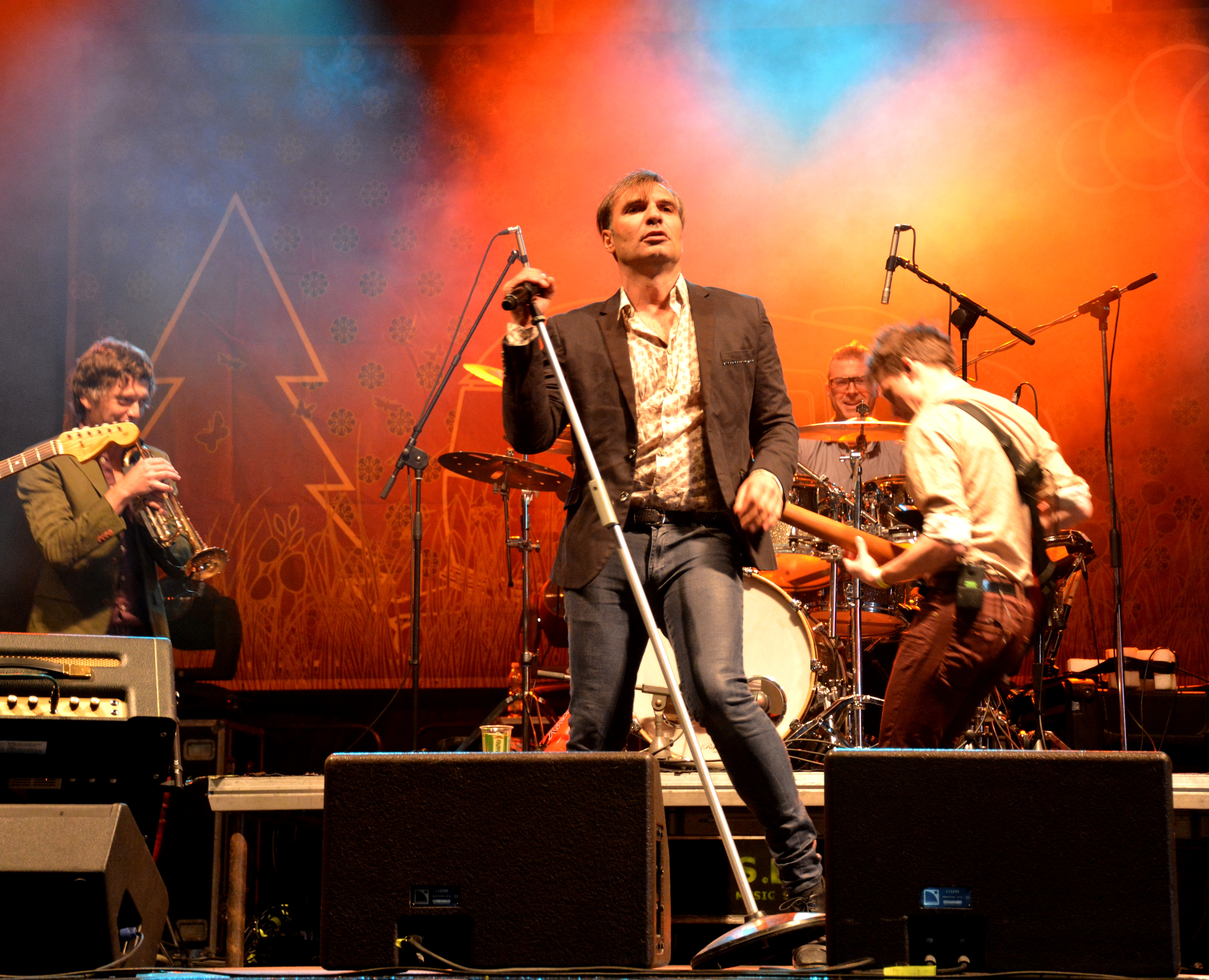
Jiří Macháček se skupinou Mig 21 během vystoupení na MISS AGRO 2014 v Praze

Jiří Macháček (* 6. července 1966 Litoměřice) je český herec, scenárista, zpěvák, písňový textař a moderátor.

## Vzdělání
Vystudoval Gymnázium Na Zatlance, Konzervatoř Jaroslava Ježka a Právnickou fakultu na Karlově univerzitě. Studium na DAMU zkoušel čtyřikrát. Po vystudování konzervatoře byl přijat bez zkoušek. Studium však nedokončil, protože po půl roce studia zanechal. Herectví se také krátce věnoval na European Film Academy v Dánsku.

## Profese

### Herectví
Vystupoval v několika divadlech (Na zábradlí, Sklep, Na Jezerce). Jeho první větší filmovou rolí byl Robert v Gedeonově Návratu idiota. Za roli věčně zhuleného Jakuba v Ondříčkově filmu Samotáři (2000) získal Českého lva za nejlepší mužskou vedlejší roli. V roce 2004 byl opět nominován na Českého lva, a to za hlavní mužskou roli ve filmu Horem pádem, kde si zahrál fotbalového fanouška Františka, který s manželkou vychovává dítě tmavé pleti.

### Zpěv a textařství
Kromě herectví vystupuje ve své hudební skupině MIG 21, ve které působí jako zpěvák a textař. Právě svébytná poetika jeho písňových textů je charakteristickým znakem písní MIG 21. S touto skupinou již vydal šest alb. Hudba skupiny MIG 21 byla použita v celovečerní filmové grotesce Skřítek (2005), kde si zahrál roli řezníka.

### Rádio
V první půlce 90. let patřil mezi moderátory hravého Rádia Mama (tvůrčí skupiny Českého rozhlasu). Vystupoval jako Dr. Vinnetou a autorský pořad Přepadení se stal průkopníkem české telefonické mystifikace v éteru. Za díly Na židovské svatbě a Agentura Šok získal čestné uznání za hledání nových forem rozhlasové zábavy na festivalu Prix Bohemia Radio v roce 1995. Později přešel se skupinou do soukromého Rádia Limonádový Joe.

### Ostatní
K filmu Jedna ruka netleská (2003) napsal společně s Davidem Ondříčkem scénář.

## Názory
V dubnu 2014 v reakci na anexi Krymu podepsal výzvu požadující tvrdší postup vůči Rusku a zásah proti příslušníkům ruské menšiny v Čechách, kteří mají ruské občanství, konkrétně „okamžité zastavení vydávání víz občanům Ruské federace, zrušení možnosti obdržení dvojího občanství pro občany Ruské federace od 1. 1. 2015, zmrazení kont ruských občanů v ČR s cílem prověřit legálnost těchto vkladů, zastavení vstupu ruského byznysu a kapitálu do ČR“.

## Osobní život
Je rozvedený, od roku 2000 je jeho partnerkou o dvanáct let mladší Kristina Dufková, režisérka animovaných filmů, s níž má dceru Bertu a syna Antonína. S Kristinou se seznámil v Písku, ona tam tehdy studovala animovanou tvorbu na Vyšší odborné škole filmové, on tam byl s divadlem na představení a potkali se v baru. Jiří Macháček bydlí v pražské čtvrti Košíře.

## Filmografie
- Samota (1993, režie: Janez Burger) … kamarád
- Kamenný most (1996, režie: Tomáš Vorel) … portrétista
- O perlové panně (1997, režie: Vladimír Drha) … ženich
- Minulost (1998, režie: Ivo Trajkov)
- Pasti, pasti, pastičky (1998, režie: Věra Chytilová) … barman
- Hospoda (30. episoda Úraz) … doktor
- Mrtvej brouk (1998, režie: Pavel Marek) … Karel
- Praha očima... (1999, režie: P.Václav, M.Šulík, M.Pavlátová, V.Michálek, A.Benki)
- Návrat idiota (1999, režie: Saša Gedeon) … Robert
- Dračí doupě (2000, režie: Courtney Solomon)
- Samotáři (2000, režie: David Ondříček) … Jakub
- Otesánek (2000, režie: Jan Švankmajer) … role neurčena
- Výlet (2002, režie: Alice Nellis) … Vítek
- Jedna ruka netleská (2003, režie: David Ondříček) … Standa
- Mazaný Filip (2003, režie: Václav Marhoul) … De Soto
- Horem pádem (2004, režie: Jan Hřebejk) … František Fikes
- Skřítek (2005, režie: Tomáš Vorel) … řezník
- Kráska v nesnázích (2006, režie: Jan Hřebejk) … Patočka
- Vratné lahve (2007, režie: Jan Svěrák) … Robert Landa, zástupce ředitele školy
- Medvídek (2007, režie: Jan Hřebejk) … Jirka
- Nestyda (2008, režie: Jan Hřebejk) … Oskar
- Jahodové víno (2008, režie: Dariusz Jabłoński) … Andrzej
- Ženy v pokušení (2010, režie: Jiří Vejdělek) … Michal
- Občanský průkaz (2010, režie: Ondřej Trojan) … Fikota
- Die Deutschen II. August der Starke und die Liebe (2010, produkce ZDF) – August II. silný
- Kuky se vrací (2010, režie: Jan Svěrák) … hlas Anušky
- Fimfárum – Do třetice všeho dobrého (2011, režie: V. Pospíšilová, K. Dufková, D. Súkup)
- Odcházení (2011, režie: Václav Havel) … Jack
- Muži v naději (2011, režie: Jiří Vejdělek) … Ondřej
- Pohádkář (2014, režie: Vladimír Michálek) … Marek Freubert
- Zahradnictví: Rodinný přítel (2017, režie: Jan Hřebejk)
- Wilsonov (2015, režie: Tomáš Mašín) … Aaron Food, agent FBI
- Toman (2018, režie: Ondřej Trojan) … Zdeněk Toman
- Bourák (2020, režie Ondřej Trojan) … Ruda Vrtílek